# Disporella spinulosa
Disporella spinulosa är en mossdjursart som beskrevs av Jullien 1888. Disporella spinulosa ingår i släktet Disporella och familjen Lichenoporidae. Inga underarter finns listade i Catalogue of Life.